# Byrrhus espanoli
Byrrhus espanoli là một loài bọ cánh cứng trong họ Byrrhidae. Loài này được Fiori miêu tả khoa học năm 1960.